# Julián Besteiro (métro de Madrid)
Pour les articles homonymes, voir Julián Besteiro.
Julián Besteiro est une station de métro à Leganés, dans la communauté de Madrid, en Espagne. Ouverte le 11 avril 2003, elle est située sur la ligne 12 du métro de Madrid entre Casa del Reloj et El Carrascal.